# Siegfried Behrend

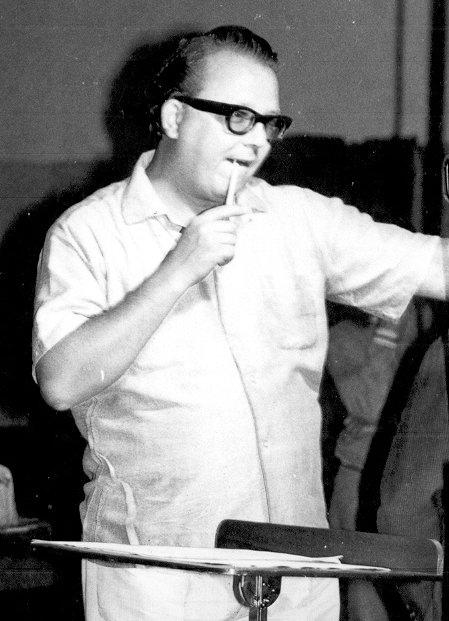
Siegfried Behrend (1964)

Siegfried Behrend (* 19. November 1933 in Berlin; † 20. September 1990 in Hausham) war ein deutscher Gitarrist und Komponist sowie Herausgeber von Gitarrenmusik.

## Biografie und künstlerisches Wirken
Siegfried Behrends Eltern waren der Schlosser und engagierte Freizeitgitarrist Karl Behrend und dessen aus Riga stammende Frau Kornelia. Nachdem er zwei Jahre als Schüler unterschiedliche Fächer am Klindworth-Scharwenka-Konservatorium  (an dem sein Vater zwischenzeitlich als Gitarrenlehrer tätig gewesen war) belegt hatte, widmete er sich ausschließlich der Gitarre. Durch sein unbestreitbares musikalisches Talent und seinen Ehrgeiz, gepaart mit Geschäftstüchtigkeit und einer wirkungsvollen Vermarktungsstrategie – auch wenn deren Narrative nicht immer auf Fakten basierten – gelang es ihm bereits nach wenigen Jahren, sich im internationalen Konzertbetrieb zu etablieren.
1962 lernte der Gitarrist während der Aufnahmen zu der Personality-Show Belina – Porträt einer Sängerin die Sängerin Belina kennen. Die beiden gingen fortan künstlerisch gemeinsame Wege. Belina und Behrend repräsentierten mit Folk-Songs, Chansons, jiddischen Liedern und internationalen Schlagern als Botschafter deutscher Kultur die damals noch junge Bundesrepublik Deutschland und führten mit Unterstützung des Goethe-Instituts mehrere ausgedehnte Konzertreisen durch. Sie gastierten in mehr als 120 Ländern, nahmen als Duo mehrere LPs auf und waren in zahlreichen Fernsehsendungen zu Gast (z. B.: Lieder am Kamin bei SWF). Nach der Beendigung der Zusammenarbeit mit Belina am Ende der 1960er-Jahre heiratete Siegfried Behrend die Schauspielerin Claudia Brodzinska.
Siegfried Behrend trug durch sein Engagement erheblich dazu bei, dass die Musik für Gitarre und andere Zupfinstrumente einen festen Platz im öffentlichen Musikleben der Bundesrepublik Deutschland erhielt. 1963 moderierte er die Fernsehsendung Die Geschichte der Gitarre, 1971 eine dreizehnteilige Fernsehsendung über die Gitarre und ihre Verwendung in der Kammermusik mit dem Titel Instrumente - Klänge - Strukturen beim Hessischen Rundfunk. In den 1970er-Jahren veranstaltete Behrend im bayerischen Riedenburg die „Internationalen Meisterkurse für künstlerisches Gitarrespiel“ und förderte in den folgenden Jahren als Lehrer und Mentor zahlreiche gitarristische Nachwuchskünstler, zu denen u. a. Michael Tröster, Matthias Henke und Martin Maria Krüger gehörten, mit dem er in späteren Jahren international als Deutsches Gitarrenduo auftrat.

### Neue Klänge
Schon frühzeitig gehörte es zu den Anliegen Siegfried Behrends, das Repertoire für Zupfinstrumente um zeitgenössische und avantgardistische Werke zu erweitern. Von 1960 bis 1973 leitete er das Saarländische Zupforchester (SZO) und von 1968 bis 1990 das Deutsche Zupforchester (DZO). Im Rahmen dieser Tätigkeit brachte er unter anderem Werke von Anestis Logothetis, Klaus Hashagen, Heinrich Konietzny und Dietrich Erdmann zur Uraufführung. Seine Programmgestaltungen trafen allerdings in konservativ gesinnten Kreisen der Zupforchesterbewegung nicht auf ungeteilte Zustimmung, was 1973 nach einem bereits intern länger schwelenden Streit dazu führte, dass sich der Orchestervorstand des SZO 1972 in einem Beschluss gegen die „Zunahme der Graphisch-Experimentellen Musik“ aussprach und „statt Quantität mehr Qualität“ forderte, woraufhin Behrend schließlich 1973 in einer Orchestersitzung von den Mitgliedern des SZO das Vertrauen entzogen wurde.
Auch mit seiner Frau Claudia Brodzinska-Behrend (Sprechstimme) brachte er regelmäßig experimentelle Werke zur Aufführung, darunter die Uraufführung und Einspielung von Sylvano Bussottis Ultima Rara. Für diese Besetzung schrieb Klaus Hinrich Stahmer Canti della vita (1980; Texte: Eugenio Montale). Gemeinsam mit dem Schlagzeuger Siegfried Fink spielten Claudia Brodzinska und Siegfried Behrend Stahmers radiophone Komposition tre paesaggi (1976; Texte: Cesare Pavese) für den Bayerischen Rundfunk ein. In Verbindung mit live-elektronischer Klangverwandlung brachte er 1980 in Zagreb auch Stahmers für das dort ansässige Tanzensemble „savremeni ples“ komponierte Ballettkomposition espace de la solitude zur Uraufführung.

### Tätigkeit als Herausgeber und Komponist
Behrend widmetet sich seit der zweiten Hälfte der 1950er Jahre einer umfangreichen Tätigkeit als Komponist und Herausgeber von Musik für Gitarre und andere Zupfinstrumente. Dem Vorbild namhafter und auch als Herausgeber erfolgreicher Gitarristen wie Andrés Segovia (Schott Verlag) oder Karl Scheit (Universal Edition) folgend, etablierte er bei verschiedenen Verlagen eigene Werkreihen. Bei Bote & Bock (Berlin) erschienen seine in unterschiedliche Themenbereiche unterteilte Gitarre-Bibliothek und 15 Hefte mit Arrangements für Gitarre und Singstimme unter dem Titel Volkslieder aus aller Welt, im Frankfurter Musikverlag Zimmermann unter anderem Kammermusik für Gitarre (ca. 25 Ausgaben) und im Hamburger Musikverlag Hans Sikorski Die Konzertgitarre. Eine Sammlung aus dem Repertoire von Siegfried Behrend, Spielmusik für 2 Gitarren und Alte Europäische Lautenmusik (5 Hefte).
Siegfried Behrends kompositorisches Schaffen war stilistisch vielfältig, in weiten Teilen aber auch durch einen oberflächlichen Eklektizismus geprägt, der keinen Raum für die Entwicklung künstlerisch nachhaltiger Werke bot. Neben seinem zwar umfangreichen, aber auch klischeehaften und epigonalen Œuvre von Stücken vornehmlich spanischer Couleur und mit meist nur geringer individueller Schaffenstiefe standen Veröffentlichungen, mit denen er zum Beispiel durch die Verwendung graphischer Notation den Anschluss an aleatorische Tendenzen der Avantgarde des 20. Jahrhunderts suchte, deren kompositorische Qualität aber auch Kritik provozierte:

„Seinen aleatorisch angelegten Stücken haftet [...] über ihren per se indeterminierten musikalischen Gehalt hinaus eine Willkürlichkeit an, die sich m. E. auch auf den Schaffensprozeß beziehen läßt und so ganz allgemein den Verdacht nährt, daß es sich hier weniger um die Entäußerung musikalisch kreativen Gestaltungswillens als um unreflektiertes Epigonentum handelt.“

Behrends Tätigkeit als Herausgeber war in Fachkreisen aufgrund teilweise unzeitgemäßer Editionsstandards und der oftmals nicht ausreichend dargelegten Herkunft des verwendeten Materials nicht unumstritten. So veröffentlichte er beispielsweise im Musikverlag Hans Sikorski zwischen 1957 und 1958 unter seinem Namen die Impressionen einer spanischen Reise mit Stücken für Gitarre solo, für zwei Gitarren und für Gesang und Gitarre in 6 Bänden, von denen er behauptete, sie seien „bisher noch nie in Noten festgehaltenen“ worden. Die Ausgabe besteht jedoch überwiegend aus Bearbeitungen oder sogar unverändert übernommenen Notentexten von bereits vorab bei ausländischen Verlagen, wie der Unión Musical Española oder der Edition Julio Garzon (Paris) veröffentlichten Werken spanischer Komponisten (unter anderem Tomás Bretón und Joaquín Nin), auf deren Urheberschaft aber an keiner Stelle hingewiesen wurde, und deren Werke Behrend wahrscheinlich erst durch seine Zusammenarbeit mit der Tänzerin Ilse Meudtner und deren Notenarchiv spanischer Musik kennengelernt hatte.
Behrends erheblicher Anteil an der Förderung des künstlerischen Gitarrenspiels in Deutschland und der Erweiterung des Repertoires für Zupforchester ist unbestritten, einige Ungereimtheiten seiner Biografie und seines Schaffens als Herausgeber und Komponist bedürfen jedoch noch einer sachlichen Aufarbeitung, die anhand der gegenwärtig nur spärlich vorhandenen und durch die zumeist fehlende Distanz der Autoren zu Behrends Person nur bedingt verwertbare Literatur noch nicht geleistet werden kann.

## Ehrungen
Siegfried Behrend erhielt 1981 auf Vorschlag von Franz Josef Strauß das Verdienstkreuz am Bande des Verdienstordens der Bundesrepublik Deutschland.
Am 30. Mai 1991 gab das Deutsche Zupforchester unter Leitung von Wolfgang Bast für ihn ein Gedenkkonzert im Otto-Braun-Saal der Berliner Staatsbibliothek.

## Diskografie (Auswahl)

### Gitarre solo
- 1961 Siegfried Behrend, Gitarre (Columbia)
- 1963 Die Geschichte der Gitarre (Columbia)
- 1968 Deutsche Gitarrenmusik (Deutsche Grammophon)
- 1975 Chitarra Italiana (Deutsche Grammophon)
- 1971 Englische Gitarrenmusik (Deutsche Grammophon)

### Gitarre und verschiedene Besetzungen
- Altitalienische Gitarrenkonzerte 1969 (Deutsche Grammophon)
- Rodrigo: Concierto de Aranjuez u. a. mit den Berliner Philharmonikern  1966 (Deutsche Grammophon)
- Behrend - Pilar Lorengar Altspanische Volkslieder und Romanzen 1966 (Deutsche Grammophon)
- Behrend - Siegfried Fink Guitar & Percussion 1970 (Deutsche Grammophon)
- Castelnuovo Tedesco, Bussotti, Hartig - Werke für Sprechstimme, Gitarre und Chor 1971 (Deutsche Grammophon)
- Boccherini, Schnabel: Gitarrenquintette – Siegfried Behrend, Zagreber Streichquartett 1974 (Da Camera, Sastruphu, SM 93606, 1973)
- Eviva la Guitarra – Siegfried Behrend und seine spanische Gitarre 1975 (BASF)
- Siegried Behrend-Michael Tröster Salonaden für 2 Gitarren 1987 (EMI)
- Requiem auf Hiroshima 1988 (Thorofon)

### Belina und Siegfried Behrend
- Siehe Belina und Siegfried Behrend: Diskografie

### Kompilationen
- Siegfried Behrend in Memoriam (Thorofon)